# Khardaha
Khardaha (o Khardah) è una suddivisione dell'India, classificata come municipality, di 116.252 abitanti, situata nel distretto dei 24 Pargana Nord, nello stato federato del Bengala Occidentale. In base al numero di abitanti la città rientra nella classe I (da 100.000 persone in su).

## Geografia fisica
La città è situata a 22° 43' 7 N e 88° 22' 41 E e ha un'altitudine di 14 m s.l.m..

## Società

### Evoluzione demografica
Al censimento del 2001 la popolazione di Khardaha assommava a 116.252 persone, delle quali 61.254 maschi e 54.998 femmine. I bambini di età inferiore o uguale ai sei anni assommavano a 9.416, dei quali 4.952 maschi e 4.464 femmine. Infine, coloro che erano in grado di saper almeno leggere e scrivere erano 94.164, dei quali 50.848 maschi e 43.316 femmine.